# Hornhinde
Hornhinden (latin: cornea) er en gennemsigtig hinde, som dækker det forreste af øjet. Navnet skyldes, at den efter dødens indtræden hurtigt tørrer ind og får et mat, hornagtigt udseende. Hos den levende holdes hornhinden fugtig og ren af et tyndt lag tårevæske, der fornys, når man blinker med øjet.
Hos mennesket måler hornhinden ca. 10,5 mm i højden og 11,5 mm i bredden. Midtpå er den ca. 0,5 mm tyk, i kanten op til 0,7 mm tyk.